# ظاهرة الشعر المعاصر في المغرب
ظاهرة الشعر المعاصر فيالمغرب: مقاربة بنيوية تكوينية هو مؤلف نقدي للناقد المغربي محمد بنيس صدر له عن دار العودة ببيروت عام 1979، ثم أعيد طبعه مرات عديدة منها طبعة 1985 عن دار التنوير للطباعة والنشر بالدار البيضاء، وطبعة 2014 عن دار توبقال للطباعة والنشر بالدار البيضاء
وقد اعتمد محمد بنيس في هذا المؤلف على البنيوية التكوينية في تناول الشعر المعاصر بالمغرب

## القضايا الرئيسية في الكتاب
سعى محمد بنيس إلى اعتماد منهج النقد البنيوي التكويني مستلهماً النسق النقدي الذي طوّره لوسيان غولدمان في كتابه ظاهرة الشعر المعاصر في المغرب: مقاربة بنيوية تكوينية. انطلق في قراءته من مرحلة الفهم، حيث تعامل مع النص الشعري كنسق مغلق يحتوي على بنية سطحية مبنية على عناصر لغوية، ومن ثم بنية عميقة تمثل ما يسميه "الرؤية إلى العالم"، إذ اقتبس مفاهيم البنيوية الجزئية والعمق البنيوي بطريقة تكيفت مع تجربته النقدية
وفي مرحلة التفسير أو ما أسماه "الخارج الداخلي"، وسّع بنيس دائرته التحليلية لتشمل البنى الثقافية والاجتماعية والتاريخية المحيطة بالنص. إن هذا المفهوم يعكس انفتاح التحليل على النص الغائب والعلاقات الجدلية بين النص والسياق، مما يسمح بفهم النص في إطار الشبكات الأوسع للمعنى والاختلاف والائتلاف
وهكذا توقف بنيس عند بنيتين أساسيتين، وهما:
- تمثلات البنية السطحية : تعتبر البنية السطحية من أبرز مصطلحات البنيوية التكوينينة، وقد حصرها الناقد في بنيات الزمان وفيها ركز على بنية البيت الشعري، والقافية، والأورزان، ومتتاليات النص،، وتتعلق في نظر الناقد بالزمن النحوي وبنية الضمير في النص الشعري، وبلاغة الغموض، والتي حصرها في البعدين الدلالي والنحوي[6]
- تمثلات البنية العميقة:يرى محمد بنيس في كتابه ظاهرة الشعر المعاصر في المغرب أن بنية النص الشعري لا تقتصر على مظهره اللغوي أو الإيقاعي الظاهر، بل تتجاوز ذلك إلى ما يسميه بـ "البنية العميقة"، وهي المجال الذي تتجلى فيه رؤية العالم. وفي هذا السياق، يقترح ثلاث بنيات دلالية مركزية:

- بنية التجريب: تُشير إلى استثمار الشكل التقليدي، خاصة الإيقاع العروضي، كقاعدة أولى للتجديد، وهي خطوة موازية لمسار تحرر الشعر العربي الحديث، خصوصًا في المشرق. يعكس هذا البعد بحث الشعراء المغاربة عن شكل فني يجمع بين الأصالة والتجريب.
- بنية السقوط والانتظار: تمثل هذه الثنائية مستوى من التوتر الداخلي في النص، إذ تشير بنية السقوط إلى مشاعر الانكسار، واليأس، واللاجدوى، كما تتجلى في قضايا الفرد، والجماعة، والوطن، والشعر ذاته. في المقابل، تعبّر بنية الانتظار عن الترقب والرهان على الغد، من خلال رموز مثل البعث، القيامة، ودق الطبول، مما يفتح أفقًا تأويليًا يُراوح بين الإحباط والأمل.
- بنية الغرابة: تُجسد نزوع النص إلى خرق التقاليد البلاغية والتعبيرية المألوفة، سواء في السياق العربي القديم أو في التعبير الرومانسي الحديث، مما يمنح النص طابعًا انزياحيًا يدفع نحو التحرر الجمالي والتأويلي.
في المجمل، تمثل هذه البنى الثلاث أدوات بنيوية تؤسس للبنية العميقة، وتُحيل على علاقة جدلية بين النص وسياقه الثقافي والاجتماعي، بحيث تصبح القصيدة تعبيرًا عن تحولات الذات والعالم.